# Дирк Новицки
Дирк Новицки е бивш германски баскетболист, крило. Дългогодишен капитан на отбора от НБА Далас Маверикс. Той е първият европеец, избиран за MVP на асоциацията. Това става през сезон 2006/07. Също е MVP на финала на НБА през 2010/11, когато и става шампион с Далас.
Висок е 213 см. Освен като тежко крило, може да играе и като център и леко крило. Притежава и американско гражданство.

## Кариера
Роден е на 19 юни 1978 г. във Вюрцбург. Майка му е бивша баскетболистка, а бащата – хандбалист. Първият му треньор е Холгер Гешвинднер. На 16 години Дирк подписва първия си контракт с местния отбор БК Вюрцбург. Във втория си сезон става най-добрият стрелец на отбора, играещ по това време във Втора Бундеслига. През 1996 е искан от отбора на Барселона, но Дирк отказва офертата, тъй като не е завършил средното си образование. На следващата година вече е част от германския национален отбор, като записва 3 минути в квалификация за Евробаскет. През сезон 1997/98 помага на отбора си да се класира в Бундеслигата.
На 24 юни 1998 е изтеглен под номер 9 в драфта на НБА от Миуоки Бъкс, но веднага след това преминава в Далас Маверикс. През сезон 1998/99 в асоциацията е въведен локаут и Дирк играе още половин година за Вюрцбург. След края на локаута се завръща в Далас и е използван като тежко крило. На немецът му е трудно да се наложи, записвайки средно 8.2 точки на мач и 20.4 минути игрово време. През 1999/00 Новицки се превръща в един от лидерите на отбора, като увеличава драстично показателите си и се класира на второ място в класацията за най-прогресиращ играч на НБА. В следващия сезон Новицки записва средно над 20 точки на мач, участва във всички 82 срещи от редовния сезон и помага на Маверикс да се класират в плейофите за пръв път от 11 години. В плейофите на 2 пъти отбелязва по 33 точки срещу Юта Джаз, а в следващия рунд вкарва 42 точки и овладява 18 борби срещу Сан Антонио Спърс, но шпорите побеждават с 87:105.
На 24 октомври 2001 подписва нов 6-годишен договор на стойност 90 милиона долара, което го прави вторият най-скъпоплатен немски спортист след Михаел Шумахер. Крилото продължава да увеличава средните си показатели. Участва в мача на звездите на НБА и попада във Втория тим на годината в асоциацията. Избран е и за Баскетболист на годината в Европа от Гадзета дело спорт. Също така участва на световно първенство с националния тим на Германия и помага на бундестима да вземе бронза. През сезон 2002/03 Дирк отбелязва средно 25.1 точки на мач и записва „дабъл-дабъл“ в 46 мача. Заедно с Маверикс достига финал на конференцията, но там те губят от Сан Антонио Спърс. Отново участва в мача на звездите. Заедно със Стив Неш и Майкъл Финли са определяни като „Големите 3“.
През сезон 2003/04 Дирк вече играе като център и показателите му спадат до 21 точки средно на мач, но немецът остава лидер на Далас. За да се приспособи към новия си пост, Новицки качва 9 килограма. След края на сезона отборът е напуснат от Неш и е привлечен центърът Ерик Дампиер. Също така идва и нов треньор. Това е Айвъри Джонсън. Дирк записва 26.1 точки средно на мач, като на 2 октомври 2004 записва 53 точки срещу Хюстън Рокетс. Отборът достига полуфиналите на конференцията, където отпада от Финикс Сънс. През лятото на 2005 участва на Евробаскет с Германия и печели сребърен медал, след като бундестима губи на финала от Гърция.
През сезон 2005/06 Маверикс записват 60 победи в редовния сезон, а Новицки вкарва средно по 27 точки на мач, като това е и най-добрата му резултатност. В плейофната серия тексасците мачкат наред, като преодоляват Сан Антонио Спърс след 7 мачова серия и 37 точки и 15 борби на Дирк в последния мач, а в следващия кръг се справят с Финикс Сънс като немецът записва 50 точки в петата среща. Далас губят финала на НБА от Маями Хийт, в чийто състав личат имената на Шакил О'Нийл и Дуейн Уейд. Новицки за първи път е в идеалния отбор на асоциацията и завършва трети в класацията за MVP.
На следващия сезон Дирк извежда Далас до 67 победи в лигата и Маверикс са поставени първи за плейофите. Въпреки това, те губят от Голдън Стейт Уориърс още в първия кръг. След края на сезона Новицки е избран за MVP на НБА, ставайки първият европеец с това отличие. Той печели вота с 1138 точки и получава 83 гласа за първо място в класацията. През 2007/08 Дирк отново е сред най-добрите играчи на Далас, отбелязвайки 23.6 точки средно на мач, но Маверикс отпадат в първия кръг на плейофите от Ню Орлиънс Хорнетс. На 8 март 2008 след 34 точки срещу Ню Джърси Нетс, Дирк има 16644 точки в лигата, ставайки най-резултатният играч на Маверикс. През лятото на 2008 е знаменосец на Германия на Олимпиадата в Пекин.
Сезон 2008/09 се оказва успешен за немеца, след като той вдига показателите си до над 25 точки на мач, но Далас отново отпадат още в първия кръг на плейофите от Денвър Нъгетс, въпреки 34.4 точки на Дирк в плейофната серия. На следващия сезон Маверикс отново отпадат на същата фаза. Новицки преминава границата от 20000 отбелязани точки. След края на сезона германското крило остава свободен агент. Нито един отбор от асоциацията не отправя оферта към него, преди Дирк да преподпише с Далас Маверикс за още 4 години.
През сезон 2010/11 Далас записват 57 победи, а Новицки отново е звездата на тексасците с 23 точки на мач. В първия кръг на плейофите преодоляват Портланд, а след това разгромяват действащите шампиони Лос Анджелис Лейкърс с 4 – 0 победи. След победа на Оклахома Сити Тъндър, Маверикс достигат финала на асоциацията, където се изправят срещу Маями Хийт. Именно Новицки се оказва големият герой за Далас с 26 точки средно на мач във финалната серия, като е избран и за MVP на финалите. Това е и първата титла на отбора в цялата му история.
В 2011/12 Новицки става 98-ият играч, записал 1000 мача в асоциацията. Също така влиза в топ 20 на баскетболистите с най-много отбелязани точки, като през април 2012 задминава границата от 24000 точки в мач срещу Лос Анджелис Лейкърс, а срещу Бостън Селтикс записва своят чадър номер 1000. Също така участва в мача на звездите за 11 пореден път. През октомври 2012 получава травма на коляното и пропуска старта на новия сезон. Германецът се завръща в игра на 23 декември 2012 срещу Сан Антонио Спърс. През април 2013 в мач с Ню Орлиънс Хорнетс вкарва своята точка номер 25 000 в НБА, ставайки 17-ият играч с такова постижение.
На 9 април 2014 г. Новицки влиза в топ 10 на най-резултатните играчи в НБА.

## Успехи

### Отборни
- Европейски вицешампион – 2005
- Шампион на Западната конференция – 2006, 2011
- Шампион на НБА – 2011

### Индивидуални
- MVP на Бундеслигата – 1999
- Единственият играч в НБА със 150 тройки и 100 чадъра в 1 сезон (2001)[9]
- В иделания отбор на НБА – 2005, 2006, 2007, 2011 (първи отбор), 2002, 2003, 2008, 2010, 2011 (втори отбор), 2001, 2004, 2012 (трети отбор)
- Участник в Мача на звездите – 11 пъти (2002 – 2012)
- Баскетболист на годината в Европа – 2002, 2003, 2004, 2005, 2006, 2011
- Най-много вкарани фалове в един сезон – 205 през 2006.[10]
- MVP на НБА – 2007
- MVP на плейофите на НБА – 2011
- Спортист на годината в Германия – 2011
- Играчът с най-много точки, отбелязани за националния отбор на Германия.
- Играчът с най-много мачове, точки, борби и изпълнени фалове за Далас Маверикс
- Вторият играч с най-много точки на Евробаскет – 983 точки